# Han Ki-woong
Han Ki-woong (Hangul: 한기웅) es un actor y modelo surcoreano.

## Biografía
Su hermano gemelo mayor es el actor Han Ki-won.
Estudió en el departamento de radiodifusión y entretenimiento del Instituto de las Artes de Seúl (서울예술대학교).

## Carrera
Es miembro de la agencia 엔터테인먼트 오. Previamente fue miembro de la agencia Mada Entertainment.
En 2019 se unió al elenco recurrente de la serie Melting Me Softly donde interpretó a Peter Park, el Co-CEO de Doldamgil Publishings y amigo de Kim Woo-jin (Ki Tae-young).
El 9 de agosto de 2021 se unió al elenco principal de la serie The Second Husband donde da vida a Moon Sang-hyeok, un hombre desalmado que prefiere el éxito por encima de todo.

## Filmografía

### Series de televisión
| Año             | Título                               | Personaje                | Notas                    |
| --------------- | ------------------------------------ | ------------------------ | ------------------------ |
| 2021 - presente | The Second Husband                   | Moon Sang-hyeok          | [ 4 ]                    |
| 2020            | Team Bulldog: Off-Duty Investigation | Kim Min-seok             | ep. #2 - (invitado)      |
| 2019            | Melting Me Softly                    | Lee Jung-woo             | 2 episodios - (invitado) |
| 2019            | Mother of Mine                       | Peter Park               | [ 5 ]                    |
| 2018            | Man in the Kitchen                   | Hee-cheol                |                          |
| 2018            | Love to the End                      | Park Jae-dong            |                          |
| 2017            | Innocent Defendant                   | Cha Min-ho (de joven)    | (invitado)               |
| 2017            | Queen of Mystery                     | Cha Min-woo / No Doo-gil | 2 episodios - (invitado) |
| 2016            | Jackpot                              | Sa-woon                  |                          |
| 2014 - 2015     | Apgujeong Midnight Sun               | Kang-ho                  |                          |
| 2014            | Ugly Miss Young-ae Season 13         | Han Ki-woong             |                          |
| 2013            | Ugly Miss Young-ae Season 12         | Han Ki-woong             |                          |
| 2013            | Drama Special Season 4 - "Jin Jin"   | Lee Ji-hoon              |                          |
| 2013            | I Can Hear Your Voice                | Jeong Pil-seung          | 3 episodios - (invitado) |
| 2012            | Lights and Shadows                   | Gi-woong                 |                          |

### Series web
| Año  | Título    | Personaje  | Nota         |
| ---- | --------- | ---------- | ------------ |
| 2015 | Alchemist | Seo Jun-oh | 12 episodios |

### Películas
| Año  | Título        | Personaje | Notas   |
| ---- | ------------- | --------- | ------- |
| 2011 | A Day         | -         | (corto) |
| -    | School (학교) | -         | (corto) |

### Programas de variedades
| Año | Título                                               | Notas |
| --- | ---------------------------------------------------- | ----- |
| -   | Let's Go! Dream Team Season 2 (출발 드림팀 - 시즌 2) |       |